# HD 174208
HD 174208，又名BD-06 4922，SAO 142661、HR 7083，是一颗恒星，视星等为5.99，位于銀經27.47，銀緯-2.3，其B1900.0坐标为赤經18h 44m 19.8s，赤緯-6° -2.3′ 33″。